# ボックヴルスト

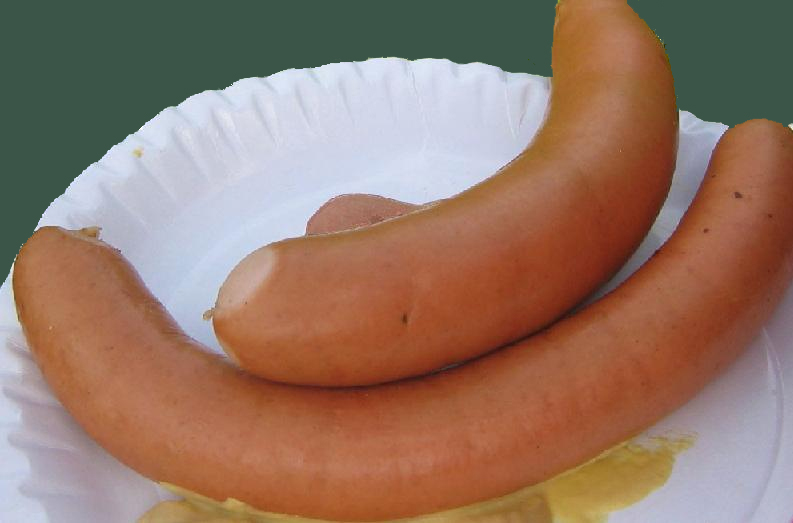
ボックヴルストの例

ボックヴルスト（ドイツ語: Bockwurst）はドイツのソーセージで、茹でるなど加熱してから食する加熱ソーセージの1種。KnobländerやRote Wurstとも呼ばれる。
ベルリンを発祥とする粗びきソーセージである。1880年代後半に、ベルリンのクナイペ（大衆的な居酒屋）でビールのボックと一緒に提供していたことから、ボックヴルストと呼ばれるようなったとされる。
多くは豚肉の豚の脂身を混ぜて作られるが、七面鳥や羊肉が使われることもある。挽肉に塩、白胡椒、パプリカなどを添加し、豚や羊の腸などの天然ケーシングに充填して、茹でる。その後、くん煙されることもあり、薄いブロンズ色をしている。
冷たいまま食される他、温めてマスタードをつけ、パンと一緒に食する。また、スープに入れて具材として利用されることもある。
またボックヴルストが「茹でソーセージ」の総称と説明されることもある。

## 文化の中のボックヴルスト
- 長谷川四郎は著作の中でボックヴルストのことを「ウィンナー・ソーセージに似て、その少し下等なやつで、いちばん大衆的なソーセージ」と記している[7]。
- 東ドイツのバンドアモール・アンド・キッズ（ドイツ語版）は1988年に『No more Bockwurst』というアルバムをリリースしている。